# Champvoisy
Champvoisy település Franciaországban, Marne megyében. Lakosainak száma 253 fő (2022. január 1.). Champvoisy Ronchères, Trélou-sur-Marne, Passy-Grigny, Sainte-Gemme, Verneuil és Vincelles községekkel határos.

## Népesség
A település népességének változása:
| Lakosok száma | 161  | 160  | 184  | 198  | 265  | 254  | 249  | 250  | 251  | 253  |
|               | 1968 | 1982 | 1990 | 2006 | 2013 | 2015 | 2017 | 2019 | 2020 | 2022 |